# Chomińskie
Chomińskie – niezalesiony szczyt o wysokości 468 m n.p.m. w bocznej położony na terenie Pogórza Przemyskiego, na południowy wschód od Birczy. Jego stoki opadają: na wschód - ku Przełęczy nad Łodzinką, na południowy wschód - ku wsi Łodzinka Górna, zaś na północ - ku wsi Korzeniec. Na północny zachód od szczytu położony jest przysiółek Chomińskie, należący do Korzeńca.

## Szlaki turystyczne
- Czerwony Szlak Przemysko-Sanocki na odcinku: Brylińce - Kopystańka - Łodzinka Górna - Chomińskie - Bircza